# Ellen Sander
Ellen Sander (* 14. Februar 1942 in Pößneck) war eine Thüringer Sängerin, Jodlerin und Interpretin volkstümlicher Musik.
Sander begann ihre musikalische Karriere als Amateurin. Im Sommer 1968 wurde sie von den Pößnecker Musikanten als Gesangssolistin engagiert. Bekannt wurde sie vor allem durch ihre markante, unverwechselbare Stimme und originelle Interpretationen traditioneller deutscher Volkslieder. Das Autorenduo Gerhard Honig/Ursula Upmeier schrieb später zahlreiche Titel für die charismatische Sängerin, die stilistisch alle in Richtung Folklore gingen. Ellen Sander war von 1974 bis 1984 Stammgast der TV-Volksmusikshow Oberhofer Bauernmarkt und bestritt mit den Pößnecker Musikanten zahlreiche Konzertveranstaltungen. In den 1980er Jahren konnte sie sich in der Spitzenparade der volkstümlichen Weisen von Radio DDR mehrfach erfolgreich platzieren. Ellen Sander blieb ihrem musikalischen Stil und den Pößnecker Musikanten immer treu. 1987 beendete sie ihre musikalische Laufbahn.

## Diskografie (Auszug)
LPs
- 1970: Heut’ laden wir euch ein (VEB Deutsche Schallplatten Berlin)
- 1972: Frisch aufgespielt (VEB Deutsche Schallplatten Berlin)
- 1973: Mein liebes Thüringen (Philips)
- 1978: Wir sind die Pößnecker Musikanten (VEB Deutsche Schallplatten Berlin)
- 1986: Hoch auf dem gelben Wagen (VEB Deutsche Schallplatten Berlin)

CDs
- 1990: Hoch auf dem gelben Wagen (Dorado)